# Ernesto J. Castillero
Ernesto Jesús Castillero Reyes (Ocú, Panamá, 28 de junio de 1889-Ciudad de Panamá, Panamá, 1981) fue un historiador, escritor, educador, e inspector de educación panameño. Fundador y el primer presidente de la Biblioteca Nacional Ernesto J. Castillero R.

## Biografía
Ernesto Jesús Castillero Reyes nació en el Distrito de Ocú, Departamento de Panamá, República de Colombia, el 28 de junio de 1889. Es hijo de Manuela Reyes y Mateo Castillero.
Estudió en la Escuela Primaria de Ocú hasta que a los catorce años su educación fue interrumpida por la Guerra de los Mil Días, en lo que se suspendieron las clases por tres años.
El Obispo de la Diócesis de Panamá, Monseñor Francisco Javier Junguito S. J., inició una visita pastoral para los feligreses, atormentados por los sufrimientos de la larga lucha civil que había traído ruina, tragedia y luto a los hogares de los istmeños.
En julio de 1903 llegó el Pastor de la Grey a Ocú. Ernesto era en esa época sacristán del Cura para ganar un poco de  dinero con que ayudar a la subsistencia de su empobrecida familia a consecuencias de que la revolución había arrasado con los pocos bienes que poseían antes de la guerra civil.
El Pastor de la Grey necesitaba padres para la curia así que se llevó a Castillero al Seminario de la  ciudad donde estuvo por seis años desde 1903 hasta 1909 hasta que, cerró sus puertas por conflictos internos.
Ganó entonces en concurso una beca para continuar en el Instituto Nacional, recién inaugurado en el mismo año por José Domingo de Obaldia. Así, le tocó ser uno de los primeros catorce jóvenes egresados del Instituto Nacional, 
Se graduó el 31 de enero de 1913, y recibió su diploma de Maestro de manos del presidente de la República, Dr. Belisario Porras.
Laboró en la enseñanza primaria en Antón, Guararé y Las Tablas, y al recibir un ascenso, se desempeñó como Inspector de las Escuelas de Coclé, con sede en Penonomé.
El 10 de febrero de 1914 contrajo matrimonio en Coclé con Librada Pimentel y tuvieron seis hijos, entre ellos está Ernesto Castillero Pimentel.
Fue convocado después a la capital, con el nombramiento de Secretario de la Dirección General de Educación con funciones de Visitador Escolar, lo que en esos tiempos se hacían a caballo por falta de carreteras o en cayuco en Darién o Bocas del Toro.

## Trayectoria

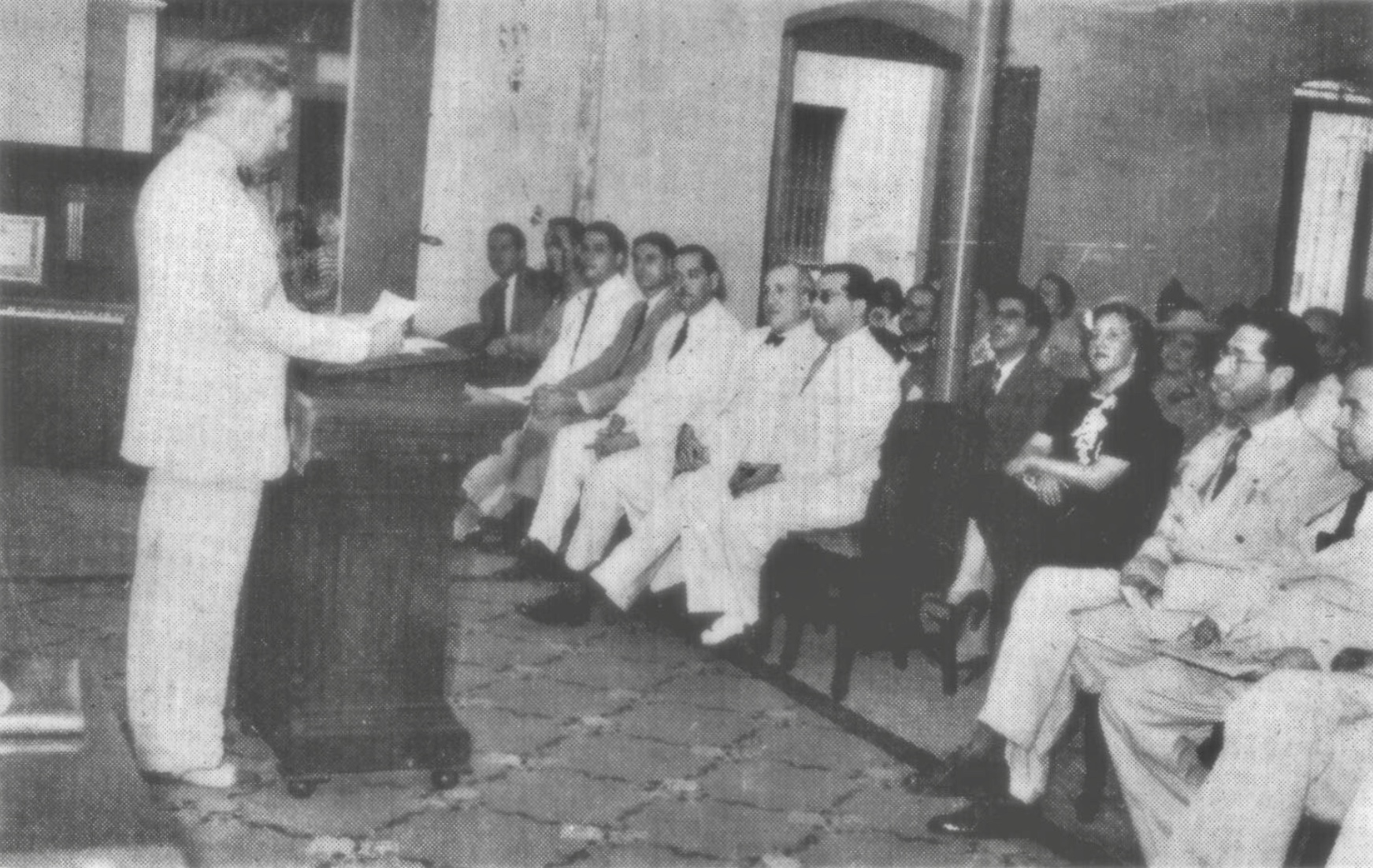
Ernesto Castillero participó en la creación de la Biblioteca Nacional de Panamá. En la imagen, dicta un discurso inaugural en presencia del presidente Ricardo de la Guardia y su gabinete, además del público general.

En 1938 la Facultad de Humanidades (Sección de Educación) de la Universidad de Panamá le otorgó un Certificado de Créditos en Historia Nacional y Americana. Entonces trabajó en los principales centros escolares de la capital: el Instituto Nacional, la Escuela Normal de Institutoras y la Escuela de Artes y Oficios. Antes de esa fecha había publicado “El ferrocarril de Panamá y su historia”, y en 1932, “Historia de la reorganización del Partido Conservador en Panamá”. 
También en ese año se le nombró Miembro de número de la Academia Panameña de la Historia, a la que llegó invitado por el Dr. Ricardo J. Alfaro, el hombre más sobresaliente del país en el siglo XX, según lo calificó Castillero, con quien se completaba el número de los fundadores de la Academia. Su discurso de ingreso se tituló La causa inmediata de la emancipación de Panamá.
No obstante, se consideró a sí mismo un autodidacta en los estudios históricos. En su autobiografía muestra cuál era la verdadera situación de los años anteriores a 1935 en la República de Panamá: no hubo universidad sino hasta ese año, cuando se fundó la Universidad de Panamá. Y solo en 1942, bajo los auspicios del presidente Ricardo Adolfo de la Guardia y por sugerencia del mismo Ernesto J. Castillero, se fundó la Biblioteca Nacional, de la que fue el primer director.
Difícil había sido la situación para aquellos que, como Castillero, cultivaban la vocación por el estudio. Por eso ofreció su reconocimiento al Dr. Ricardo J. Alfaro, quien fuera su profesor en el Instituto Nacional y le ofreciera estímulo y aprecio por su interés en dar rumbos a la historiografía panameña. Castillero llegó a ser el tercer presidente de la Academia Panameña de la Historia.
En 1933 fue Secretario de la delegación panameña a la VII Conferencia Interamericana, celebrada en Montevideo, Uruguay.
En 1935 recibió un premio por su libro “Historia de la Comunicación Interoceánica”, que editó el gobierno Nacional en 1941.
Asistió al Congreso Gran Colombiano de Historia, realizado en Bogotá en 1938; al año siguiente concurrió, en Madrid, al Primer Congreso Hispanoamericano.
En 1939 fue nombrado Secretario de Actas de la Primera Reunión de Consulta de los Ministros de Relaciones Exteriores de América, reunidos en Panamá. Asimismo dio a conocer su obra Panamá en la Gran Colombia, y publicó "Historia de la comunicación interoceánica" y de su influencia en la formación y en el desarrollo de la entidad nacional panameña.
Fue elegido secretario de la Conferencia de Ministros y Directores de Educación del continente, reunida en Panamá en 1945. Como educador de mérito, Castillero presidió por varios años, y en distintas ocasiones, la Asociación de Maestros de la República, y dejó publicadas dos Memorias del trabajo de esa institución.
En 1946 presentó su "Historia de los símbolos de la patria panameña".
En 1948, en sendos concursos nacionales sobre la historia de las provincias de Chiriquí en 1948, y de Coclé en 1955, ganó el primer premio con Medalla de Oro.
Perteneció, como numerario, al Instituto Panameño de Cultura Hispánica, entre cuyos fundadores estuvo, en 1952, y llegó a presidir, en 1955. También perteneció a la Sociedad Bolivariana de Panamá, de la que fue presidente en 1936.
En 1956 fue delegado de la Academia Panameña de Historia al Primer Congreso de Historia de Centro América y Panamá, que tuvo lugar en Costa Rica en 1956; al Segundo Congreso Hispanoamericano de Historia, celebrado en Santo Domingo en 1957; y al Tercer Congreso de Cooperación Intelectual, llevado a cabo en España en 1958. En ese mismo año publicó La isla que se transformó en ciudad.

"Mi nombre, además, figura en muchos libros de biografías de personajes notables del mundo, publicado en varios países de América y Europa.

Esto es lo que ha acontecido en mi vida, de cuyos sucesos me siento, con razón, orgulloso, reconociendo que soy hijo del propio esfuerzo y nada más.

Como el final de mi existencia se está acercando, pues son 92 años transcurridos, y hay un público en Panamá y en el exterior que quiere y debe conocer la trayectoria de mi vida en justificación de mi personalidad y la razón de mi existencia, he dispuesto dejar trazadas estas noticias personales que constituyen mi historial como hombre público y como intelectual al servicio de la sociedad."
Ernesto J. Castillero R.Formación de un Historiador

El Profesor Ernesto de Jesús Castillero Reyes, falleció en la Ciudad de Panamá el 23 de septiembre de 1981.

## Reconocimientos
- Orden Vasco Núñez de Balboa, en el rango de Gran Cruz, en 1937.
- Orden Manuel Amador Guerrero, en el rango de Gran Cruz, en 1957.
- Orden Manuel José Hurtado, en 1968.

### Distinciones internacionales
- Orden del Mérito en la Categoría de Comendador, por el Gobierno de Ecuador, en 1939.
- Encomienda de la Orden de Isabel la Católica, por el Gobierno de España, en 1954.
- Grado de Caballero de la Pontificia Orden de San Silvestre, por el sumo pontífice Su Santidad Paulo VI, en 1964.
- Orden del Libertador en el rango de Gran Oficial, por el Gobierno de Venezuela, en 1966.
- Prócer del Bolivarismo en América, por el VI Congreso Internacional de Sociedades Bolivarianas, reunido en 1978 en la ciudad de Buenos Aires, República Argentina.

## Obras
Ernesto Castillero publicó muchos de sus trabajos en periódicos nacionales y  revistas como la Revista Lotería y La Revista Epocas entre otras, los cuales han sido fuente de consulta para estudiantes de varias generaciones, quienes además de ello,  le consultaban de manera personal. 

Don Ernesto Castillero, hacía siempre el tiempo para atender a sus estudiantes  proporcionándoles no sólo las fuentes, sino el material de lectura, pero insistiendo siempre: "Lea, aprenda, investigue, no se conforme con copiar".
Revista Lotería 1983

Miembro fundador de la Academia Panameña de la Historia, le  correspondió ser el Presidente de dicha entidad en el lapso comprendido de 1958 a 1961. Dentro y fuera del país se empeñó en darle a nuestra Academia un nombre de prestigio, cuya representación llevó en innumerables oportunidades a congresos internacionales. 
Ernesto Castillero con la colaboración de Enrique J. Arce escribieron el libro "Historia General de Panamá". Gracias al trabajo realizado por Enrique J. Arce y Juan B. Sosa. Este libro tuvo diversas ediciones siendo la primera en 1948 y la última en 1982.

## Obras notables
- Breve historia de la iglesia panameña (1965).

- Historia de los protocolos del Istmo, 1826: la gran Asamblea Americana de Panamá, el fracaso de Tacubaya, protocolos del Istmo, tratados y convenios (1970).

- Bolívar en Panamá: génesis y realidad del pacto americano (1976).

- El ferrocarril de Panamá y su historia

- Grandeza y decadencia del Castillo San Lorenzo de Chagres

- Historia de los símbolos de la patria panameña

- Ricardo J. Alfaro: el más ilustre de nuestros conciudadanos

- Historia de Panamá